# Nefertum

Nefertum med vattenlilja.

Nefertum var en gud i egyptisk mytologi, son till Ptah och Sekhmet, med vilka han formade en treenighet som vördades i Memphis.